# Core business
Il core business (o attività aziendale principale), è la principale attività di una organizzazione (ad esempio un'impresa) di tipo operativo che ne determina il compito fondamentale, preposto ai fini di creare un fatturato e un conseguente guadagno.

## Etimologia
La locuzione core business, derivata dalla lingua inglese, è composta dai termini «core» che significa «nucleo», e da «business» che significa «affare, attività economica», e pertanto in lingua italiana può essere tradotto come «attività di affari principale».

## Descrizione
In economia aziendale, il core business fa riferimento all'attività principale che le aziende svolgono e sulla quale si indirizzano i loro maggiori investimenti, soprattutto in riferimento ad aziende che abbiano una varietà di forme produttive o di società, ottenute specialmente per acquisizione. Per core business si intende perciò l'attività principale svolta da un'azienda allo scopo di produrre utili.
Solitamente il core business è supportato da altre attività aziendali che determinano l'organizzazione, la pianificazione, la strategia e gli strumenti con cui la stessa azienda si impegna nel proprio compito fondamentale.
Esso costituisce la fonte principale dell'attività di un'azienda, ovvero la normale fonte di guadagno relativa all'attività svolta, in base a una previsione di fatturato. Si tratta della strategia più importante affinché una compagnia possa garantirsi una posizione solida grazie a un'attività continuativa e sicura. Molte le azioni aziendali che garantiscono il core business: la previsione, la gestione, i mezzi e la comunicazione sono alla base di quello che sarà l'intento aziendale per ottenere i migliori risultati economici.

## Esempi
Un'azienda che ha consolidato il proprio successo commerciale per una determinata attività o produzione, può decidere di moltiplicare le proprie attività attraverso la diversificazione allo scopo di incrementare il profitto, pur mantenendo comunque l'attività originaria come quella principale.
Esempio pratico di core business è quello della multinazionale Amazon. Attività iniziale è quella dell'acquisto e vendita di prodotti online, che è rimasta quella principale anche dopo aver diversificato con la vendita da parte di terzi nel suo spazio, con la produzione e vendita di prodotti con il proprio marchio, e con quella dei servizi a pagamento.